# 인엑스
인엑스는 대한민국의 전 음악 그룹이다. 2016년 디지털 싱글 앨범 [오나 (Alright)]로 데뷔했다.

## 음반
- 오나 (Alright) (2016)
- INX 2nd Digital Single '2gether' (2017)